# Wu Minxia
Wu Minxia (Xangai, 10 de novembro de 1985) é uma saltadora chinesa, especialista no trampolim. Ela é pentacampeã olímpica.

## Carreira
Wu Minxia representou seu país nos Jogos Olímpicos de Verão de 2004 a 2016, na qual conquistou uma medalha de ouro, no trampolim sincronizada cinco vezes, quatro no trampolim sincronizado. 